# Pselaphodes maolanensis
Pselaphodes maolanensis – gatunek chrząszcza z rodziny kusakowatych i podrodziny marników. Występuje endemicznie w Chinach.
Gatunek ten opisali po raz pierwszy w 2018 roku Hunag Mengchi, Yin Ziwei i Li Lizhen na łamach Acta Entomologica Musei Nationalis Pragae. Jako miejsce typowe wskazano rezerwat przyrody Maolan w chińskiej prowincji Kuejczou, od którego to wzięto epitet gatunkowy. Holotyp zdeponowano w Zbiorze Owadów Shanghai Shifan Daxue.
Chrząszcz ten osiąga 2,64 mm długości i 1,07 mm szerokości ciała. Ubarwienie ma rudobrązowe. Głowa jest szersza niż długa. Oczy złożone buduje u samca około 35 omatidiów. Czułki buduje jedenaście członów, z których trzy ostatnie są powiększone, a u samca człon dziesiąty jest ponadto lekko zmodyfikowany. Przedplecze jest tak długie jak szerokie, o zaokrąglonych krawędziach przednio-bocznych. Pokrywy są szersze niż dłuższe. Zapiersie (metawentryt) u samców ma szerokie i proste wyrostki. Odnóża przedniej pary mają po trójkątnym kolcu na brzusznej stronie krętarzy oraz po dużym i ostrym kolcu na szczycie goleni. Pozostałe pary odnóży pozbawione są modyfikacji. Odwłok jest u nasady szeroki i z tyłu zwężony. Genitalia samca mają środkowy płat edeagusa szeroki i niemal symetryczny, paramery wysmuklone i prawie symetryczne, a endofallus zawierający dwa podłużne skleryty.
Owad ten jest endemitem Chin, znanym tylko z miejsca typowego w powiecie Libo w prowincji Kuejczou. Spotykany był na rzędnych od 750 do 800 m n.p.m. Bytuje w ściółce lasów mieszanych.